# Neozoanthus
Neozoanthus Herberts, 1972 è un genere di esacoralli dell'ordine Zoantharia. È l'unico genere della famiglia Neozoanthidae.

## Descrizione
Le specie di questo genere presentano incrostazioni di sabbia o altri detriti che interessano l'ectoderma e più raramente la mesoglea; tali incrostazioni non sono presenti sulla estremità orale dei polipi. Al pari degli altri zoantari del sottordine Brachycnemina, il quinto paio di mesenteri è incompleto.

## Biologia
Le specie di questo genere ospitano nel loro endoderma alghe unicellulari del genere Symbiodinium, con le quali hanno un rapporto di simbiosi mutualistica.

## Distribuzione e habitat
Il genere Neozoanthus ha un areale Indo-Pacifico: una specie (Neozoanthus tulearensis) è presente nelle barriere coralline del Madagascar, mentre le altre due specie sono state scoperte recentemente nelle acque del Giappone e dell'Australia.

## Tassonomia
La famiglia comprende le seguenti specie:
- Neozoanthus caleyi Reimer, Irei & Fujii, 2012
- Neozoanthus tulearensis Herberts, 1972
- Neozoanthus uchina Reimer, Irei & Fujii, 2012